# Llamada en frío
Llamada en frío (calco del inglés cold calling) es un proceso de mercadotecnia cuyo fin es el de captar potenciales clientes o consumidores de un determinado producto, sin que estas personas estén esperando previamente esa interacción; es por esto último, por lo que se conoce como llamada en frío, ya que la persona ni está esperando ni ha solicitado específicamente el contacto con el vendedor. Este proceso tradicionalmente se ha realizado mediante llamadas telefónicas, sin embargo, con el advenimiento del siglo XXI y el auge de las nuevas tecnologías han surgido dos nuevas formas de poner en práctica esta técnica: mediante el envío de correos electrónicos o bien estableciendo algún tipo de conexión a través de las redes sociales. La llamada en frío es típicamente el inicio del proceso de ventas conocido como telemercadotecnia, mercadeo a la distancia o venta a distancia.

## Regulación por país

### Irlanda
En la República de Irlanda, no puede llamarse a los números que figuran en el listín telefónico con el propósito de efectuar llamadas en frío, promoción de ventas o publicidad. Efectuar estas llamadas constituye delito.

### Estados Unidos y Canadá
Muchos estados federados de Estados Unidos han promulgado listas de prohibición de llamadas, permitiendo a sus ciudadanos sumarse a una lista de números a los cuales los operadores de ventas y publicidad telefónicas les está prohibido contactar.
Esta lista es similar a la Lista de prohibición de llamadas de los Estados Unidos, manejada y fiscalizada por la Comisión Federal de Comercio. De forma paralela, Canadá dispone de una Lista Nacional de prohibición de llamadas, administrada por a Comisión de Radio, Televisión y Telecomunicaciones canadiense. Ciertas organizaciones están exentas de las listas de prohibición de llamadas, incluyendo llamadas de investigación y de encuestas de opinión política.

### Reino Unido
En el Reino Unido de Gran Bretaña e Irlanda del Norte, la normativa de 2003 sobre privacidad y comunicaciones electrónicas hace ilegal transmitir un mensaje automático grabado con un propósito de promoción de ventas o mercadotecnia sin el consentimiento previo del suscriptor a un servicio.
En 2012, Richard Herman facturó a una compañía de servicios el tiempo que había estado atendiéndoles en una serie de llamadas en frío. Eventualmente llevó a la compañía a los tribunales, provocando que la compañía llegara a un acuerdo extrajudicial. Había sido llamado a pesar de estar en la lista del servicio de preferencias telefónico.

### Unión Europea
En la Unión Europea, la Directiva de Privacidad de Datos 2002/58/EC obliga a los gobiernos de sus Estados miembros a promulgar leyes antes del final de 2007 que prohíban las llamadas, no solicitadas, de promoción de ventas.

### Argentina
En Argentina la Ley Nº 25.326 establece los principios generales relativos a la protección de datos personales, y a razón de la misma se creó el Registro No Llame, donde cualquier persona física puede registrar sus números telefónicos para que no puedan ser utilizados con fines publicitarios, con la excepción de aquellos casos en los que el usuario haya contratado algún servicio con la empresa que publicita, y solo limitado a lo relacionado con el mismo.